# Malá Tŕňa
Malá Tŕňa (bis 1948 slowakisch „Malá Toroňa“; ungarisch Kistoronya) ist eine Gemeinde im Osten der Slowakei mit 342 Einwohnern (Stand 31. Dezember 2024), die zum Okres Trebišov, einem Kreis des Košický kraj, gehört. Sie ist Teil der traditionellen Landschaft Zemplín.

## Geographie

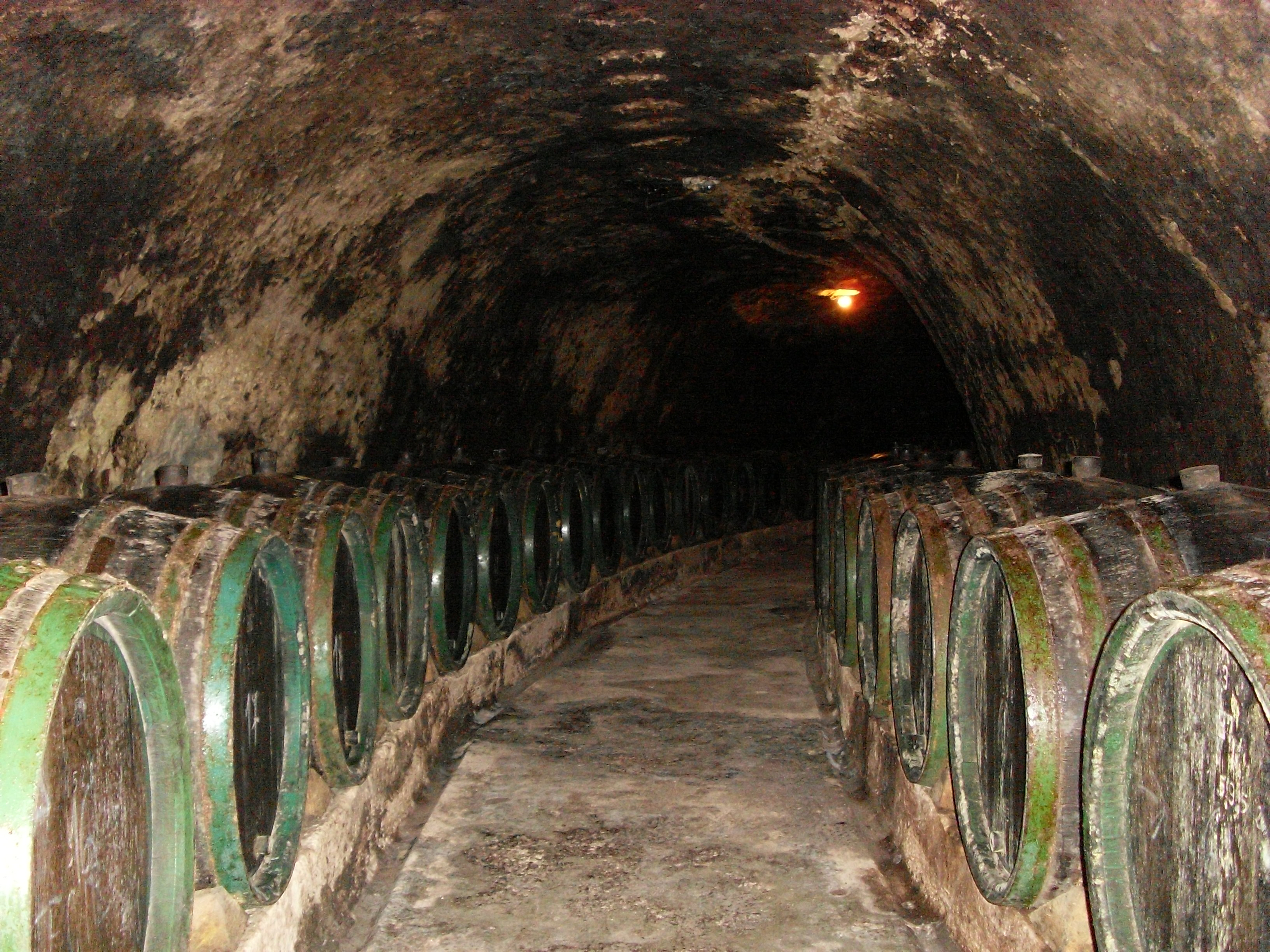
Weinkeller in Malá Tŕňa

Die Gemeinde befindet sich am südwestlichen Hang des Gebirges Zemplínske vrchy, nahe der Staatsgrenze zu Ungarn, am kleinen Bach Malotŕňanský potok im Einzugsgebiet der Roňava und weiter des Bodrog. Malá Tŕňa ist ein bedeutender Standort für Weinbau im slowakischen Tokajer Weingebiet. Das Ortszentrum liegt auf einer Höhe von 160 m n.m. und ist 25 Kilometer von Trebišov entfernt.
Nachbargemeinden sind Veľká Tŕňa im Nordwesten und Norden, Cejkov im Nordosten, Černochov im Osten, Bara im Südosten, Slovenské Nové Mesto im Süden, kurz Alsóregmec (H) im Südwesten und Čerhov im Westen.

## Geschichte
Die älteste Geschichte von Malá Tŕňa ist mit jener des Nachbarortes Veľká Tŕňa verbunden. Bereits im 13. Jahrhundert soll es eine getrennte Siedlung gegeben haben, namentlich wird sie aber erst 1390 als Kisztoronya erwähnt. Nach einem Verzeichnis aus dem Jahr 1441 war eine Steuer in Höhe von 12 Gulden fällig. Die Weingärten tauchen zum ersten Mal in einer Urkunde aus dem Jahr 1475 auf. Im Laufe der Jahrhunderte wechselte der Ort häufig die Besitzer, nur innerhalb des 15. und frühen 16. Jahrhunderts waren nacheinander folgend die Familien Toronyai, Csicseri, Fodor, Upori und Pálóci Gutsherren. Später waren dies unter anderen Familien wie Paczoth, Rákóczi und nach dem Ende des Rákóczi-Aufstandes Aspremont, Pethő, Sennye, Bretzheim, Fischer und Lónyay.
1715 gab es 12 Untertanen-Haushalte im Ort, 1720 19 Untertanen-Haushalte. 1787 hatte die Ortschaft 87 Häuser und 374 Einwohner, 1828 zählte man 48 Häuser und 372 Einwohner.
Bis 1918/1919 gehörte der im Komitat Semplin liegende Ort zum Königreich Ungarn und kam danach zur Tschechoslowakei beziehungsweise heutigen Slowakei. Auf Grund des Ersten Wiener Schiedsspruchs war der Ort von 1938 bis 1944 noch einmal Teil Ungarns.
Von 1964 bis 1990 war Malá Tŕňa zusammen mit Veľká Tŕňa Teil der Einheitsgemeinde Tŕňa. 

## Bevölkerung
| Jahr                | 1994 | 2004    | 2014    | 2024     |
| ------------------- | ---- | ------- | ------- | -------- |
| Anzahl der Personen | 449  | 451     | 416     | 342      |
| Unterschied         |      | +0,44 % | −7,76 % | −17,78 % |

| Jahr                | 2023 | 2024    |
| ------------------- | ---- | ------- |
| Anzahl der Personen | 347  | 342     |
| Unterschied         |      | −1,44 % |

Nach der Volkszählung 2011 wohnten in Malá Tŕňa 436 Einwohner, davon 391 Slowaken und 27 Magyaren. Ein Einwohner gab eine andere Ethnie an und 17 Einwohner machten keine Angabe zur Ethnie.
147 Einwohner bekannten sich zur römisch-katholischen Kirche, 123 Einwohner zur reformierten Kirche, 76 Einwohner zur griechisch-katholischen Kirche, 31 Einwohner zu den Zeugen Jehovas und zwei Einwohner zur Evangelischen Kirche A. B. Zwei Einwohner bekannten sich zu einer anderen Konfession, 33 Einwohner waren konfessionslos und bei 22 Einwohnern wurde die Konfession nicht ermittelt.

## Bauwerke und Denkmäler
- reformierte (calvinistische) Kirche aus dem Jahr 1656, die auf dem Grundriss einer älteren gotischen Kirche entstand
- Landschloss aus dem frühen 18. Jahrhundert

## Verkehr
Durch Malá Tŕňa führt die Cesta III. triedy 3680 („Straße 3. Ordnung“) von Veľká Tŕňa heraus, mit dem Anschluss an die Cesta I. triedy 79 („Straße 1. Ordnung“) auf freier Strecke zwischen Čerhov und Slovenské Nové Mesto. Der nächste Bahnanschluss ist in Čerhov an der Bahnstrecke Čierna nad Tisou–Košice.